# Waidhaus
Waidhaus è un comune tedesco di 2 461 abitanti, situato nel land della Baviera.